# Nadia Lutfi
Nadia Lutfi (arab. نادية لطفي), wł. Poula Mohamed Mostafa Shafiq (arab. بولا محمد مصطفى شفيق) (ur. 3 stycznia 1937 w Kairze, zm. 4 lutego 2020 tamże) – egipska aktorka filmowa. Była jedną z najpopularniejszych aktorek w ostatniej fazie „Złotego wieku” kina egipskiego.

## Biografia
Urodziła się 3 stycznia 1937 roku w Kairze jako Paula Mohamed Mostafa Shafiq (arab. بولا محمد مصطفى شفيق). Jej ojciec był egipskim księgowym, a matka Polką. Jako aktorka debiutowała w wieku 10 lat w szkolnym przedstawieniu. Jako aktorka filmowa zadebiutowała w 1958 roku w czarno-białym filmie Soultan. W ostatniej fazie „Złotego wieku” kina egipskiego zagrała w blisko 50 filmach. Głośnymi filmami z jej udziałem były Dworzec centralny (1958), Saladyn (1963) oraz Mumia (1969). 
Trzy razy wychodziła za mąż, po raz pierwszy przed ukończeniem 20 lat. Miała jedno dziecko, syna imieniem Ahmad.